# Nepenthes jamban
Nepenthes jamban (/n[invalid input: 'ɨ']ˈpɛnθiːz ˈdʒʌmbən/ [không phải /ˈdʒæmbən/]) là một loài cây họ Nắp ấm vùng nhiệt đới, cũng là loài cây đặc hữu ở miền bắc Sumatra. Trong tên của loài cây này, chữ jamban trong tiếng Indonesia có nghĩa là "nhà vệ sinh", dựa theo hình dạng của cái bình đựng.

## Lịch sử
Nepenthes jamban được phát hiện trong một loạt các chuyến đi nghiên cứu đến Sumatra từ năm 2004 đến năm 2005. Việc thu thập loài cây này lần đầu tiên được thực hiện vào ngày 22 tháng 4 năm 2005, phía nam Padang Sidempuan ở tỉnh Bắc Sumatra.
Mô tả chính thức của N. jamban được xuất bản năm 2006 trên tạp chí thực vật Blumea.[note a] Mẫu tiêu bản Lee, Hernawati, NP Akhriadi 433  đã được chỉ định là mẫu chuẩn đầu tiên. Nó được gửi vào bảo tàng của trường đại học Andalas (Anda).

## Mô tả
Nepenthes jamban là một loài cây dây leo. Thân, thường nhỏ hơn 5 mm độ dày, phát triển đến 4 m chiều dài và có hình trụ khi cắt ngang. Lóng cây có thể dài lên đến 5 cm.
Lá của nó không có cuống và khá dai trong kết cấu. Phiến lá có thể có hình dạng trứng ngược đến hình elip hoặc hình thìa, phát triển đến 11 cm chiều dài và 3,3 cm chiều rộng. Một hoặc hai tĩnh mạch dọc có mặt ở hai bên của gân chính cùng với nhiều tĩnh mạch hình lông chim. Những tua lá có thể dài đến 24 cm.

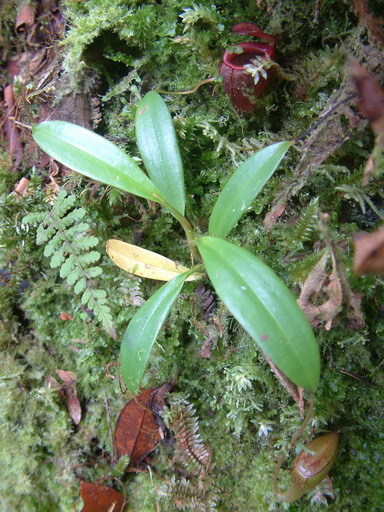
Một cây con với bình đựng ở dưới

Bình đựng hình hoa thị ở dưới thấp có hình trụ giống như cái phểu. Nó tương đối nhỏ, hiếm khi vượt quá 5,8 cm chiều cao và 4,4 cm chiều rộng. Cánh tua (có nhiều rộng ≤ 2 mm) thường xuất hiện ở những bình đựng trên mặt đất. Miệng bình gần như nằm ngang. Bề mặt bên trong của bình nước là những tuyến trong suốt. Các lông răng dẹp có thể lên đến 8 mm chiều rộng và được lót bằng một loạt các răng (có chiều dài ≤ 0,5 mm) ở bên trong. Nắp hoặc nắp mang gần như hình trứng ngược, có thể lên đến 3,8 cm chiều dài và rộng 1,3 cm. Bề mặt trong của nắp mang rải rác các tuyến nhỏ, màu đỏ được tập trung xung quanh gân chính. Khoảng 20 đến 30 tuyến có hình giống như miệng hố khá lớn (≤ 0,5 mm chiều rộng) có xuất hiện ở một phần 4 đỉnh. Các tuyến rất lớn mà họ có thể nhìn thấy giống như sưng lên bề mặt trên của nắp. Các cựa (≤ 4 mm) được đưa vào cơ sở của nắp. Nói chung là không phân nhánh nhưng có thể được chia làm hai.
Bình đựng trên có hình tròn trong mặt cắt ngang và hình cái phểu rộng ở nửa trên của nó. Nó lớn hơn nhiều so với bình đựng dưới, đạt 12 cm chiều cao và 5,2 cm chiều rộng. Miệng bình ngang và có hình cầu. Như trong bình đựng dưới, bề mặt bên trong của bình là những tuyến. Cánh được giảm xuống sườn chạy xuống phía trước của bình. Ở bình đựng trên, các lông răng phẳng có thể rộng 6 mm và răng nổi bật hơn (dài ≤ 1 mm). Các cựa thường là đơn giản và phát triển đến 3,5 mm. So với bình đựng dưới, nắp bình đựng trên cũng tương tự như trong hình nhưng dài hơn, đạt 4,8 cm chiều dài và 0,9 cm chiều rộng. Nó được giữ trên miệng bình ở một góc khoảng 45 độ.
Nepenthes jamban có một cụm hoa nở thành chùm. Ở giống đực, chùm hoa có thể dài đến 18 cm. Còn chùm hoa ở giống cái thì vẫn chưa được mô tả. Các cuống dài đến 11,5 cm, trong khi các cuống hoa chỉ dài đến 6,5 cm. Các cuống nhỏ dài đến 1,4 cm và chịu một bông hoa duy nhất. Các lá đài có hình elip và dài khoảng 3,5 mm. Các quả trưởng thành có thể dài đến 3 cm và rộng 6 mm. Còn các hạt thì hình chỉ và dài khoảng 2 cm.
Hầu hết các bộ phận của cây là nhẵn. Bình chứa, tua, và chùm hoa được bao phủ bởi lông màu nâu xám ngắn.
Thân cây có màu đặc trưng là tím-đỏ. Lá và chùm hoa có màu xanh lá cây từ sáng đến nhạt. Bình đựng thấp có màu từ vàng cam đến màu đỏ tươi trong suốt. Bình đựng trên nói chung có màu vàng sáng với những lông từ màu vàng đến màu cam, đôi khi có thể có lốm đốm trên bề mặt trong của nó.

## Môi trường sinh thái
Nepenthes jamban là loài đặc hữu của dãy núi Barisan nằm ở phía tây của Sumatra. Nó chỉ mới được tìm thấy như một loài thực vật địa phương, phía nam Padang Sidempuan của Bắc Sumatra. Loài phân bố theo độ cao từ 1800 đến 2100 m so với mực nước biển
Nepenthes jamban mọc ở rừng rêu núi cao. Không liên quan chặt chẽ với N. jacquelineae, loài chỉ mọc ở trên mặt đất.
Trong tự nhiên, N. jamban phân bố ở cùng khu vực với N. Bongso,  N. dubia, N. gymnamphora và N. lingulata. Và, loài lai tự nhiên với  N. lingulata đã được ghi nhận.

## Bẫy côn trùng
Cái bình chứa trên của N. jamban đã được ghi nhận là một cái bẫy cho nhiều con mồi, chẳng hạn như ong và dế, và tương đối ít động vật nhỏ. Cái bẫy của loài này cũng là chỗ chứa cho các sinh vật sống dưới nước, đặc biệt là ấu trùng muỗi.
Nepenthes jamban sinh ra chất nhầy dày trong bình chứa tương tự như ở các loài liên quan như N. inermis. Cái bình chứa của  N. inermis có chức năng ăn thịt côn trùng với các thành bên trong có thể bẫy dính côn trùng bay trên bề mặt của chất lỏng.  N. jamban cũng có một phương pháp bẫy tương tự.

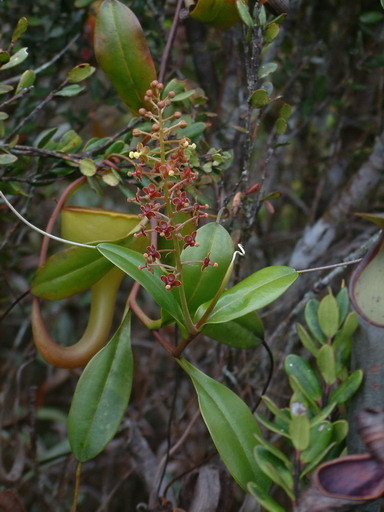
Không giống như N. jacquelineae, N. jamban chỉ có một cuống hoa nhỏ.

## Các loài họ hàng
Nepenthes jamban thuộc về một nhóm các loài ở Sumatra có liên quan bao gồm N. dubia, N. inermis, N. jacquelineae và N. tenuis. Nó có chung các đặc điểm với các loài họ hàng như chiếc bình đựng hình phễu mà toàn bộ bề mặt bên trong là các tuyến nhầy, lá bắc và cuống lá. Tất cả những loài thuộc họ Nắp ấm đều sản xuất chất lỏng rất nhớt trong bình chứa.
Nepenthes jamban được cho là liên quan chặt chẽ nhất với N. jacquelineae. Cả hai loài đều có một nắp hẹp và tuyến mật lớn, đặc điểm chung duy nhất của hai loài này. Tuy nhiên, các tuyến của N. jacquelineae có thể còn lớn hơn (rộng ≤ 1,5 mm). Ngoài ra, hai loài còn có thể phân biệt trên cơ sở hình thái của lông răng và đặc điểm của hoa. N. jamban không cứng bằng N. jacquelineae và thiếu lông răng mở rộng. Hơn nữa, N. jamban khác ở phần cuống một hoa dài hơn, và nắp hẹp hơn.

## Lai giống tự nhiên

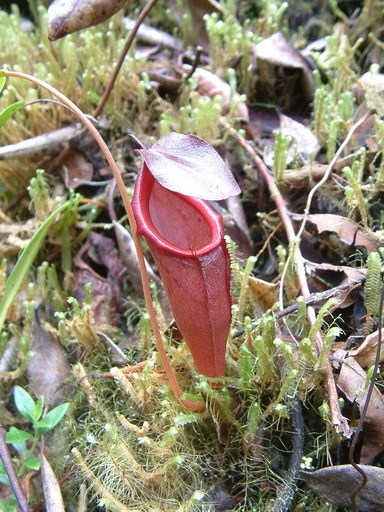
Bình chứa dưới của loài lai giữa N. jamban và N. lingulata

Một loài lai tự nhiên giữa N. jamban và N. lingulata] đã được ghi nhận. Năm 2009, Adrian Y. Wartono đã quan sát thấy một cây lai giữa N. dubia và  N. jamban trong một khu vực mà hai loài này đã tăng trưởng cùng với N. lingulata và N. rhombicaulis.